# Igreja de São Salvador em Lauro
San Salvatore in Lauro ou Igreja de São Salvador em Lauro é uma igreja titular de Roma, Itália, localizada na Piazza di San Salvatore no rione Ponte, na Via Vecchiarelli, logo ao sul da Lungotevere Tor di Nona e ao norte da via dei Coronari. É a igreja nacional dos marchigiani, como são conhecidos os habitantes da região italiana de Marcas (antes da unificação italiana, cada região era uma "nação" distinta em Roma). 
O cardeal-diácono protetor da diaconia de São Salvador em Lauro é Angelo Comastri.

## História
A primeira igreja no local data do século XI. A moderna igreja é uma reconstrução do século XVI projetada pelo bolonhês Ottaviano Mascherino.
A peça-de-altar do altar-mor foi pintada por Ludovico Rusconi Sassi. Nas capelas estão obas de Antoniazzo Romano, Camillo Rusconi, François Duquesnoy, Alessandro Turchi e uma "Natividade" de Pietro da Cortona. O refeitório está decorado por uma série de afrescos maneiristas (1550) de Francesco Salviati (1550) e abriga o túmulo do papa Eugênio IV (século XV), de Isaia da Pisa, transferida para cá depois da demolição da Antiga Basílica de São Pedro. A "Visão de São Jerônimo", de Parmigianino, foi encomendado para uma capela nesta igreja, mas acabou depois sendo levada pelos doadores e está hoje na Galeria Nacional de Londres.
A igreja titular foi criada em 1587 como um título cardinalício (protegida por um cardeal-presbítero), mas foi suprimido em 1670. No consistório público de 24 de novembro de 2007, o papa Bento XVI restaurou a igreja como uma diaconia (protegida por um cardeal-diácono).

## Galeria

Imagens da igreja
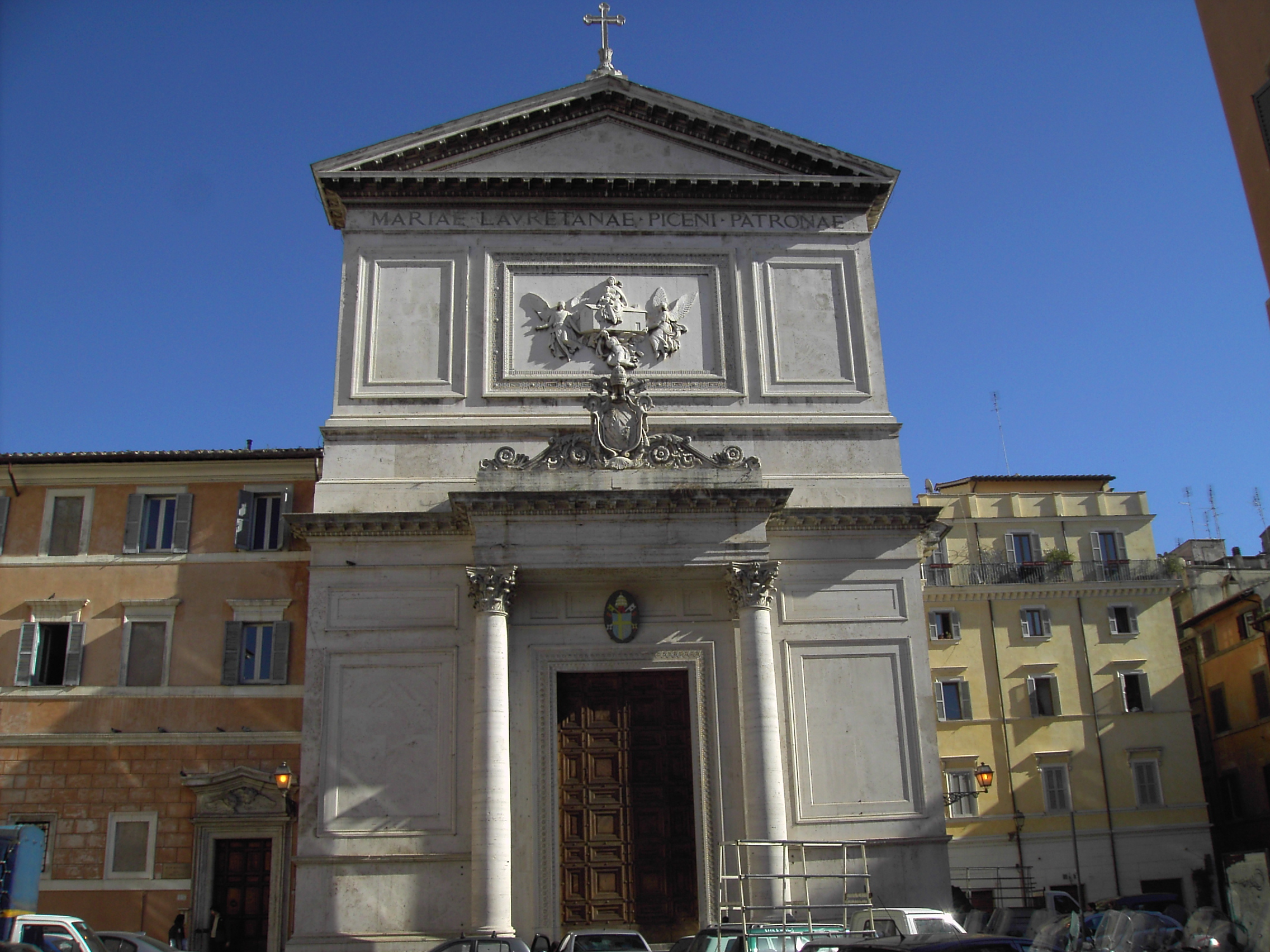
Fachada
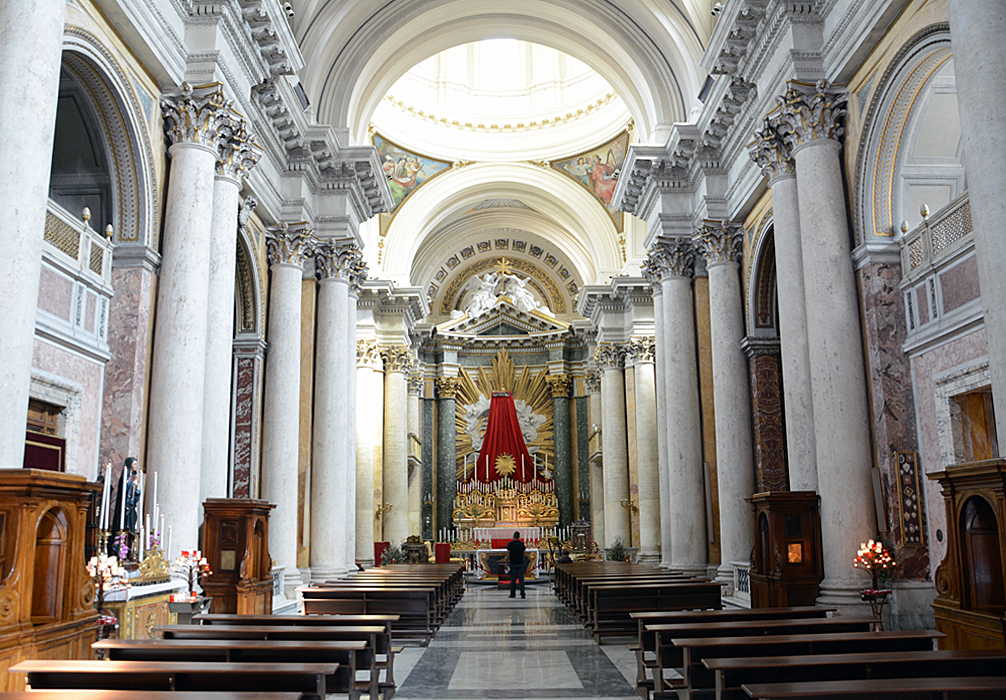
Vista do interior
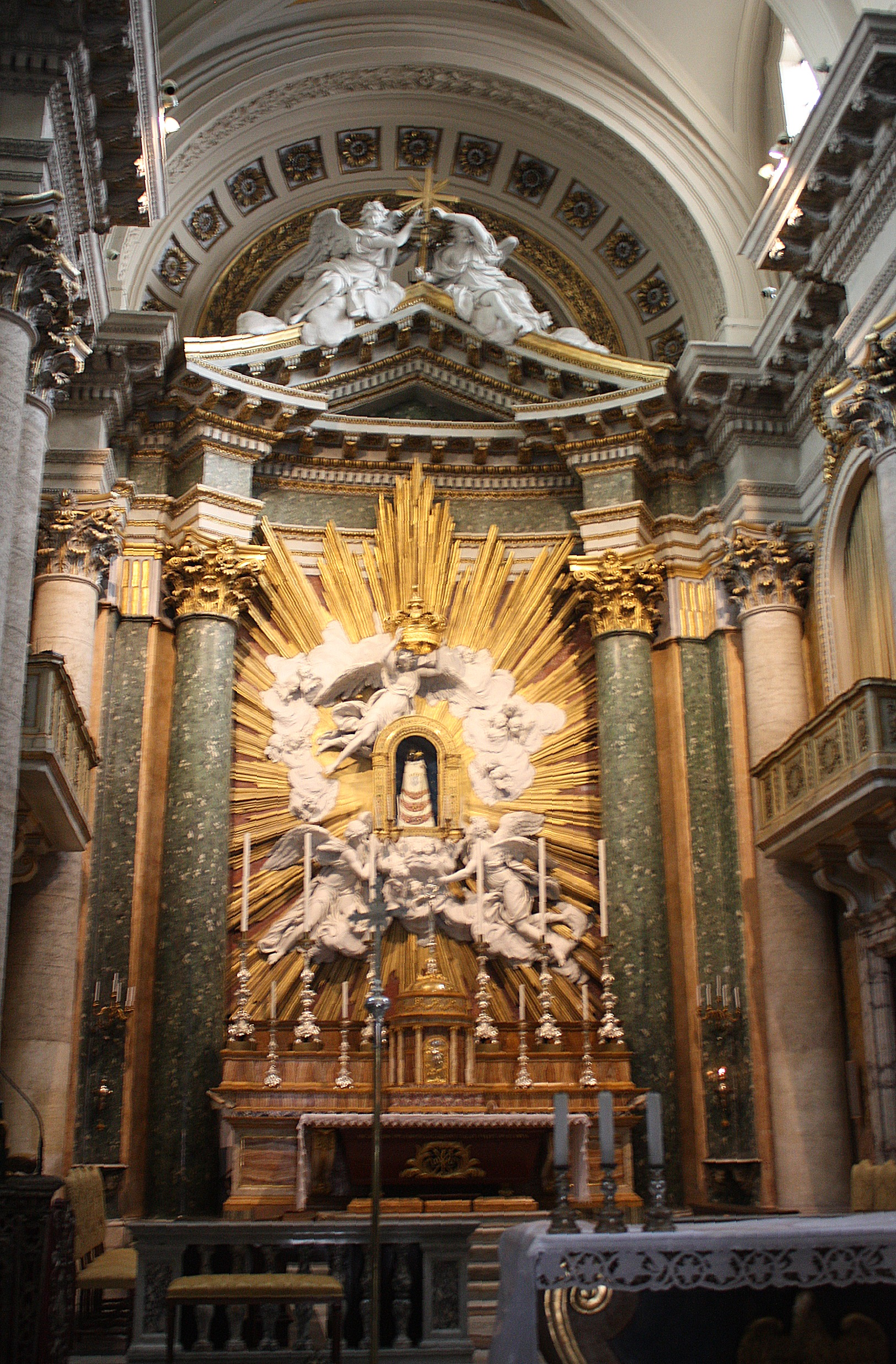
Altar-mor
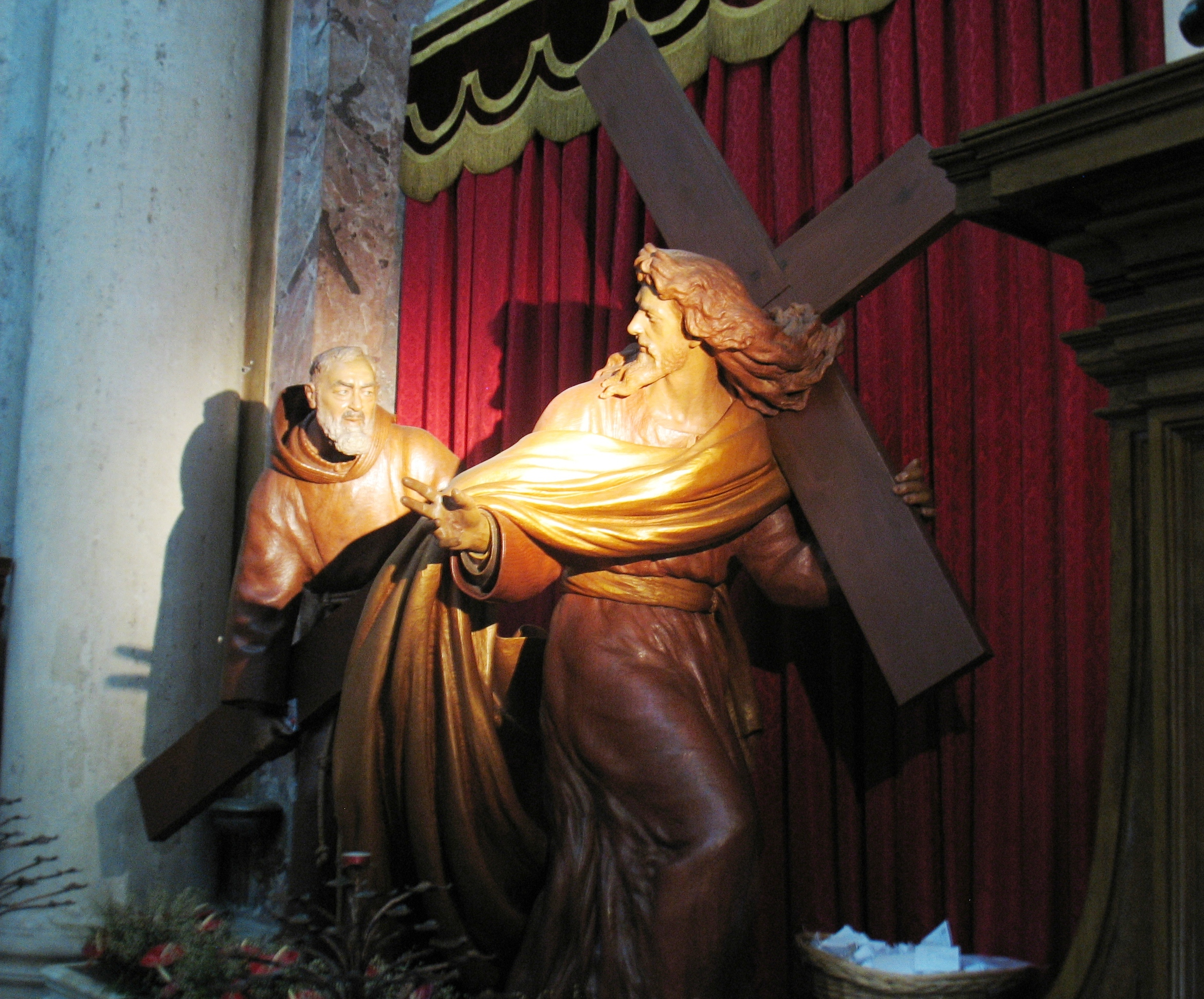
"Jesus carregando a cruz e São Padre Pio" numa das capelas
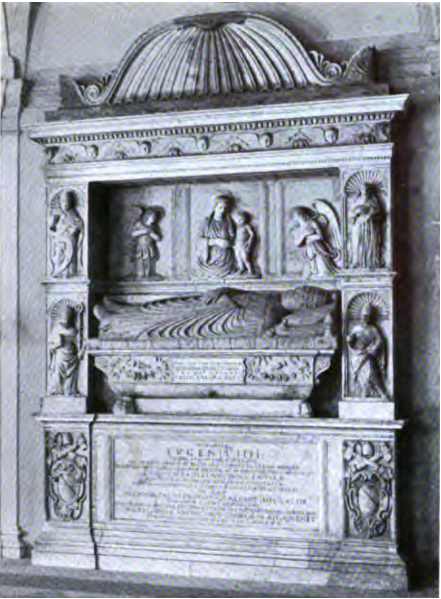
Túmulo do papa Eugênio IV